# 伦敦郡议会
伦敦郡议会（London County Council，LCC）是1889年到1965年间伦敦郡的地方政府机构，负责管理整个伦敦郡，也是整个伦敦地区首个直接选举产生的市政当局。其前身为1855年成立的大都会工程委员会，1965年，它被大伦敦议会取代。